# Fei Mu
Fei Mu (kinesiska: 費穆, pinyin: Feì Mù), född 1906 i Shanghai, uppväxt i Peking och död 1951 i Hongkong, var en av de viktigaste kinesiska filmregissörerna och manusförfattarna verksamma i Kina före 1949.
Hans första film, "Idag försvunnen", kom redan 1933 och fick ett mycket positivt mottagande från kritikerkåren. Hans mest berömda film är Vår i en liten stad (Xiaocheng zhi chun), ett drama från 1948 efter en novell med samma namn av Li Tianji. Samma år regisserade han också Kinas första färgfilm, Shengsi hen, med Mei Lanfang i huvudrollen. Hans filmer visades inte i Kina efter kommunisternas maktövertag 1949, och hans namn var tämligen bortglömt innan nyutgåvor av hans filmer började visas på 1980-talet. En nyinspelning av Vår i en liten stad gjordes av Tian Zhuangzhuang 2002.